# جون ريتشي
جون ريتشي (بالإنجليزية: June Ritchie)‏ هي ممثلة بريطانية، ولدت في 31 مايو 1938 في مانشستر في المملكة المتحدة.

## وصلات خارجية
- جون ريتشي على موقع IMDb (الإنجليزية)
- جون ريتشي على موقع ديسكوغز (الإنجليزية)
- جون ريتشي على موقع قاعدة بيانات الفيلم (الإنجليزية)